# Berghaus (Naturschutzgebiet)
Das Naturschutzgebiet Berghaus befindet sich auf dem Gebiet des Weilers Berghaus des Ortsteils Krenkingen der Stadt Waldshut-Tiengen im Landkreis Waldshut.

## Kenndaten
Das Naturschutzgebiet wurde mit Verordnung des Regierungspräsidiums Südbaden vom 31. Januar 1962 ausgewiesen und hat eine Größe von 1,4872 Hektar. Es wird unter der Schutzgebietsnummer 3.062 geführt. Der CDDA-Code für das Naturschutzgebiet lautet 81385 und entspricht der WDPA-ID.

## Lage und Beschreibung
Das Naturschutzgebiet Berghaus befindet sich auf dem Gebiet der Stadt Waldshut-Tiengen auf der Gemarkung Krenkingen mit einer Gesamtgröße von rund 1,5 ha.
Das Naturschutzgebiet besteht aus zwei Teilgebiete an einem Südhang im Klettgau im Bereich des Oberen Muschelkalks. Es ist eine von landwirtschaftlichen Nutzflächen umgebene Kiefernwäldchen mit artenreicher Krautschicht.

## Schutzzweck
In der Verordnung von 1962 wurde kein wesentlicher Schutzzweck verankert.
Der Schutzzweck des Naturschutzgebiets wird heute in § 23 BNatSchG Abs. 1 Nrn. 1–3 definiert, wobei die Gründe für die Ausweisung eines Naturschutzgebiets sind nicht nur auf ökologische oder ästhetische Gesichtspunkte beschränkt sind, sondern erstrecken sich auch auf wissenschaftliche, naturgeschichtliche und landeskundliche Aspekte.

## Arteninventar
Im Naturschutzgebiet Berghaus wurden folgende Arten erfasst:
- Höhere Pflanzen/Farne

Anacamptis (pyramidalis Hundswurz), Anthericum ramosum (Ästige Graslilie), Aquilegia vulgaris agg. (Artengruppe Gewöhnliche Akelei), Aster amellus (Kalk-Aster), Buphthalmum salicifolium (Weidenblättriges Ochsenauge), Campanula glomerata (Büschel-Glockenblume), Carlina acaulis (Stängellose Eberwurz), Carlina vulgaris agg. (Artengruppe Gewöhnliche Eberwurz), Cephalanthera longifolia (Schwertblättriges Waldvöglein), Daphne mezereum (Kellerhals), Gentianella ciliata (Fransen-Enzian), Ilex aquifolium (Gewöhnliche Stechpalme), Juniperus communis (Gewöhnlicher Wacholder), Listera ovata (Großes Zweiblatt), Platanthera chlorantha (Berg-Waldhyazinthe), Polygala amarella (Sumpf-Kreuzblume), Potentilla heptaphylla (Rötliches Fingerkraut), Primula veris (Arznei-Schlüsselblume), Sorbus torminalis (Elsbeere), Tamus communis (Schmerwurz), Tanacetum corymbosum (Ebensträußige Wucherblume), Thymus serpyllum (Sand-Thymian), Trifolium aureum (Gold-Klee), Trifolium montanum (Berg-Klee)